# アメリカ新世紀プロジェクト
アメリカ新世紀プロジェクト（アメリカしんせいきプロジェクト、英語: Project for the New American Century, PNAC）は、アメリカ合衆国の保守系シンクタンクで、1997年に設立された非営利的教育組織である。アメリカの国際的指導力を促進することを目標としており、ワシントンD.C.のアメリカン・エンタープライズ公共政策研究所と同じ建物に事務所を置いている。 
PNACは、20世紀を「アメリカの世紀」となぞらえることにあやかって、21世紀を「新アメリカ世紀」と謳っており、防衛再建計画では、サイバースペースや宇宙のような情報空間や物理空間をアメリカがコントロールすることを主張して「完全支配」と呼ばれるフル・スペクトラム・ドミナンスの確立を目指した。これはジョージ・W・ブッシュ政権でのミサイル防衛構想に基づく宇宙及び地球規模攻撃機能構成部隊や空軍サイバー軍団、トランスフォーメーション局などの設置に繋がる。

## メンバー
PNACの議長はウィリアム・クリストル(『コメンタリー』の元編集長)。現会員及び元会員には、ドナルド・ラムズフェルド、ポール・ウォルフォウィッツ、ジェブ・ブッシュ、リチャード・パール、ディック・チェイニー、ルイス・リビー、ウィリアム・ジョン・ベネット、ザルメイ・ハリルザド、エレン・ボーグ（ロバート・ボーグ裁判官の妻）、ジョン・ボルトンがいる。
その思想とメンバーの多くは、タカ派のアメリカ新保守主義（ネオコン）の政治理論に関係している。 
プロジェクトは新市民プロジェクト（ブラッドリー基金による非営利組織）の主導である。

## 基本提案
PNAC自身は以下の基本提案に専心すると宣言している。
1. アメリカが地球規模での責任を遂行するための軍備、軍事支出の増強
2. 民主主義諸国と同盟を結び、価値観や利益を共有しない政権との対峙
3. 国外での政治的、経済的自由の大義の強化
4. 国際秩序の維持拡張のためにもアメリカのみが勝ち得た唯一無比の役割を果たす

## 新しい真珠湾攻撃
PNACは、アメリカ同時多発テロ事件の1年前に当たる2000年9月に、アメリカ防衛再建計画を公表した。同文書では、「アメリカの防衛体制は、新しい真珠湾攻撃のような破滅的な出来事抜きには、その再建のプロセスは長期間を要するものになるであろう」と述べられており、同時多発テロ事件後に、これを口実にアフガニスタン紛争やイラク戦争の対テロ戦争に介入している。
PNACがアメリカ同時多発テロ事件に関与していたという陰謀論の論拠のひとつとなっている。